# Anastassia Kapatxínskaia
Anastassia Aleksandrovna Kapatxínskaia (en rus: Анастасия Александровна Капачи́нская nascuda el 20 de novembre de 1979 a Moscou, Unió Soviètica) és una atleta velocista.
En el Campionat Mundial d'Atletisme en Pista Coberta de 2004 va guanyar els 200 m, però va ser despullada del títol després de donar positiu per anabolitzant prohibit, androgènic esteroide. Ella va negar tot coneixement de com havia succeït i durant la suspensió de dos anys que ha rebut s'ha compromès a treballar amb l'Agència Mundial Antidopatge promoció de l'esport sense drogues, unint-se a Kelli White dels Estats Units d'Amèrica, que també va ser víctima de les mateixes regles després de traces de modafinil que es van trobar en la seva mostra d'orina.
En 2006, la mare de Kapatxínskaia va morir, i això la va afectar en la seva carrera immensament. En els Jocs Olímpics de 2008, no obstant això, estava en els 400 m finals i el seu resultat va ser la cinquena després de Yulia Gushchina però va aconseguir una plata en els 4x400 m.
En 2009, ella va ser de nou en la final dels 400 m en els campionats del món i va ser sisena. L'equip rus, que incloïa Kapatxínskaia va aconseguir una medalla de bronze en el relleu.

## Principals assoliments
- 2002
  - Campionat de Rússia - Cheboksari.
    - Medalla de bronze de 400 m

  - Campionat d'Europa - Múnic, Alemanya.
    - Medalla de plata en relleu 4 x 400 m
- 2003
  - Campionat del Món - París, França.
    - Medalla d'or de 200 m
    - Medalla de plata en 4 x 400 m

  - Campionats d'interior russos - Tula.
  - Medalla d'or de 200 m
  - Campionat del Món en pista coberta - Birmingham, Anglaterra.
    - Medalla de bronze en 200 m

  - Primera Final del Campionat Mundial d'Atletisme - Mònaco.
    - 200 m tercer lloc

  - Copa d'Europa - Florència, Itàlia.
    - Medalla d'or en 200 m
- 2008
  - Jocs Olímpics - Pequin, Xina
    - Medalla de plata en Relleu 4 × 400 metres
- 2011
  - Campionat del Món - Daegu, Corea.
    - Medalla de bronze en Relleu 4 × 400 metres
- 2012
  - Jocs Olímpics - Londres, Gran Bretanya.
    - Medalla de plata 4 x 400 m